# Угольная гавань
Угольная гавань — искусственный залив на юго-западе Санкт-Петербурга в районе Большого порта. Соединяется с соседней Большой и Малой Турухтанной гаванями. Средняя глубина гавани достигает 5 метров, в северо-западной части она соединена с Морским каналом и углублена до 12 м.

## Описание
Гавань сооружена в конце XIX — начале XX века на месте небольшого заливообразного ответвления Невской губы для нужд морского порта. Здесь происходила разгрузка судов, доставлявших уголь в город. В 1910-х годах после постройки Нового мола, отделившего гавань от Финского залива, она получила название Угольной.
Длина гавани составляет около 2 км, а ширина — 700 м. По своей форме она представляет почти прямоугольный ковш.
По берегам Угольной гавани возведены складские и производственные помещения, к которым подходят железнодорожные ветки и автомобильные дороги.
Угольная гавань относятся к 4-му району порта. В бухте расположены современный контейнерный терминал, нефтяной терминал и Морской рыбный порт. К Угольной гавани могут подходить суда длиной не более 245 м, с осадкой, не превышающей 11 м.

## Транспорт
Дорога в Угольную гавань — проезд в Кировском районе. Проходит от проспекта Стачек до Морского порта Санкт-Петербурга. По всей протяжённости дороги курсирует 17 автобус, связывая Угольную гавань со станциями метро «Автово» и «Кировский завод».
Территория вокруг гавани застроена железнодорожными путями грузового порта, которые через грузовую станцию Автово соединяют порт с Южной портовой и Путиловской ветвями сети РЖД.